# Городская усадьба Чижовых

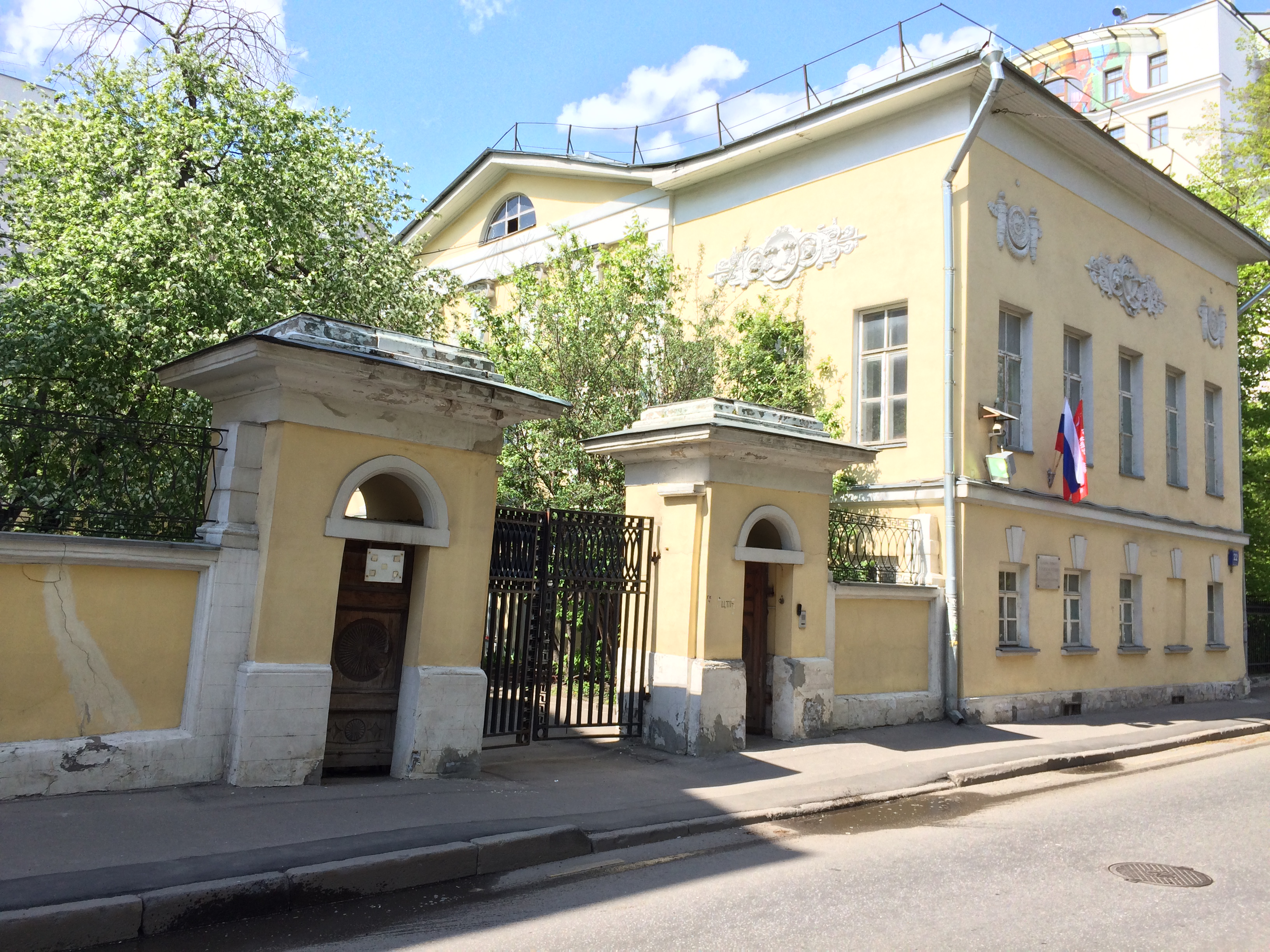
Главный дом и ворота

Городская усадьба Чижовых (Чижёвых) — комплекс зданий в центре Москвы (Старомонетный переулок, дом 22, строения 1, 2 и 3). Построена в начале XIX века в стиле ампир на основе более ранних строений. С момента своего создания и до упразднения усадьбу занимал Институт литосферы, а после (и вплоть до 2020 года) Геологический институт РАН. Городская усадьба имеет статус объекта культурного наследия федерального значения.

## История

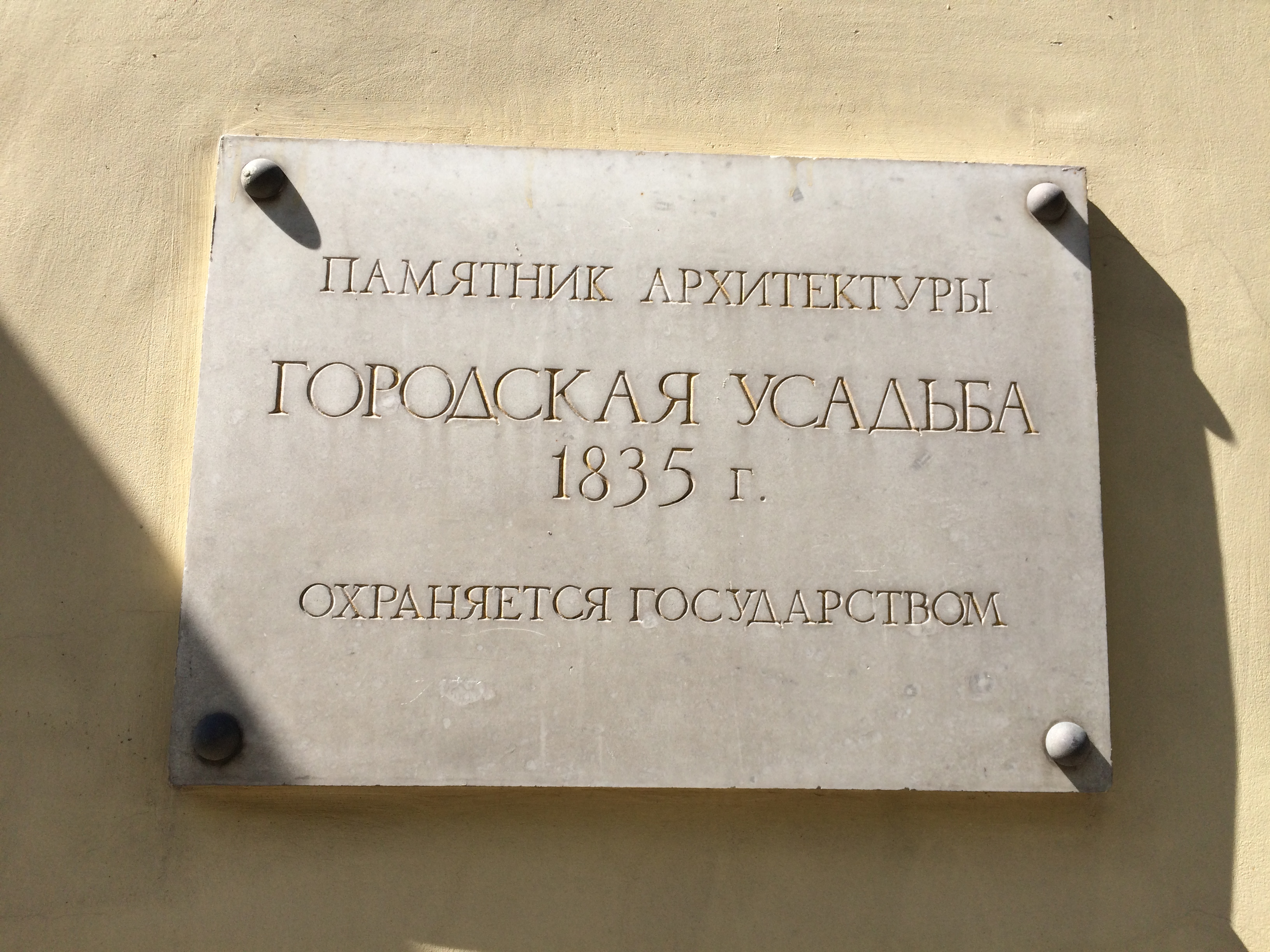
Мраморная табличка с годом постройки

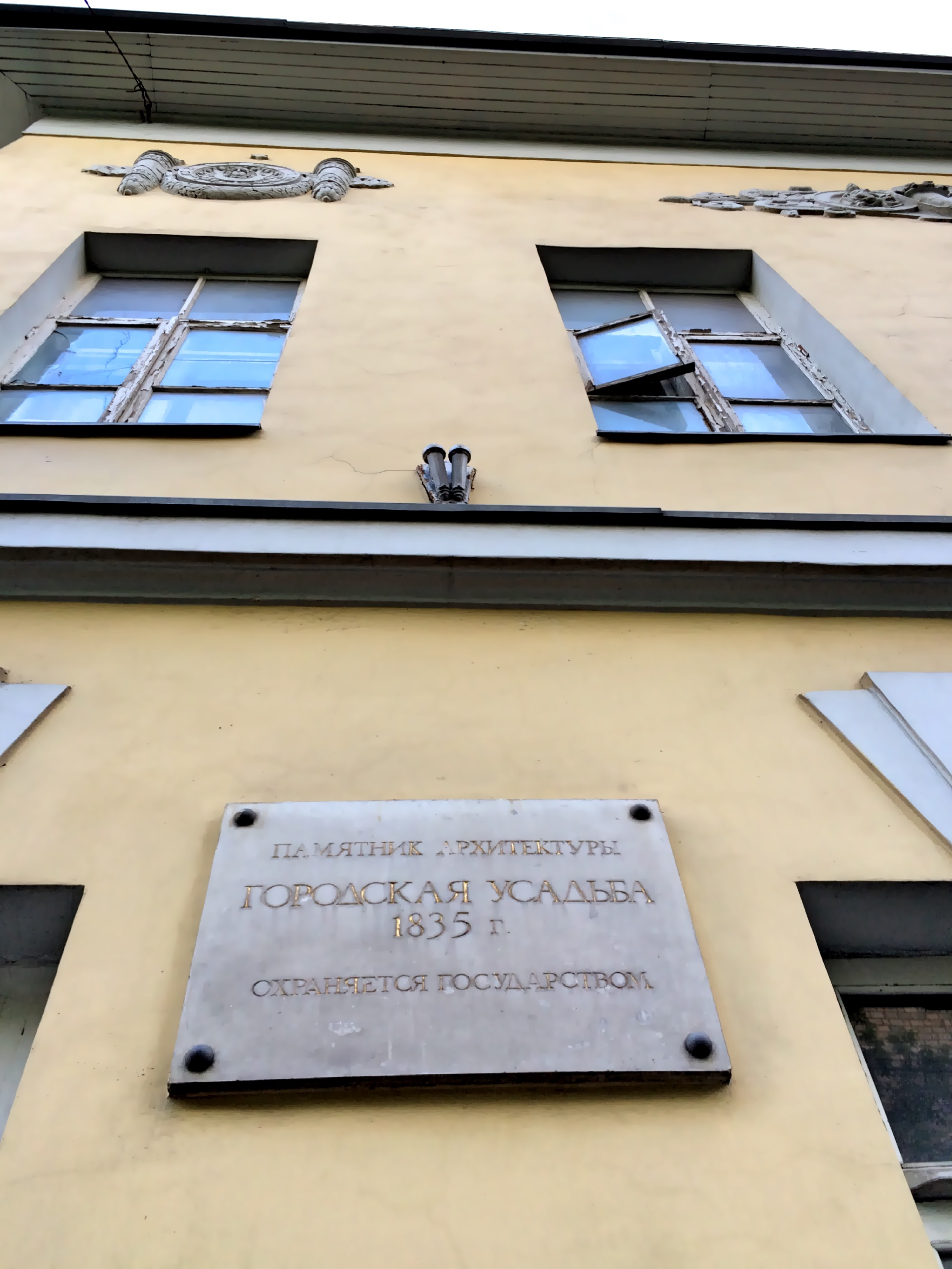
Фасад здания

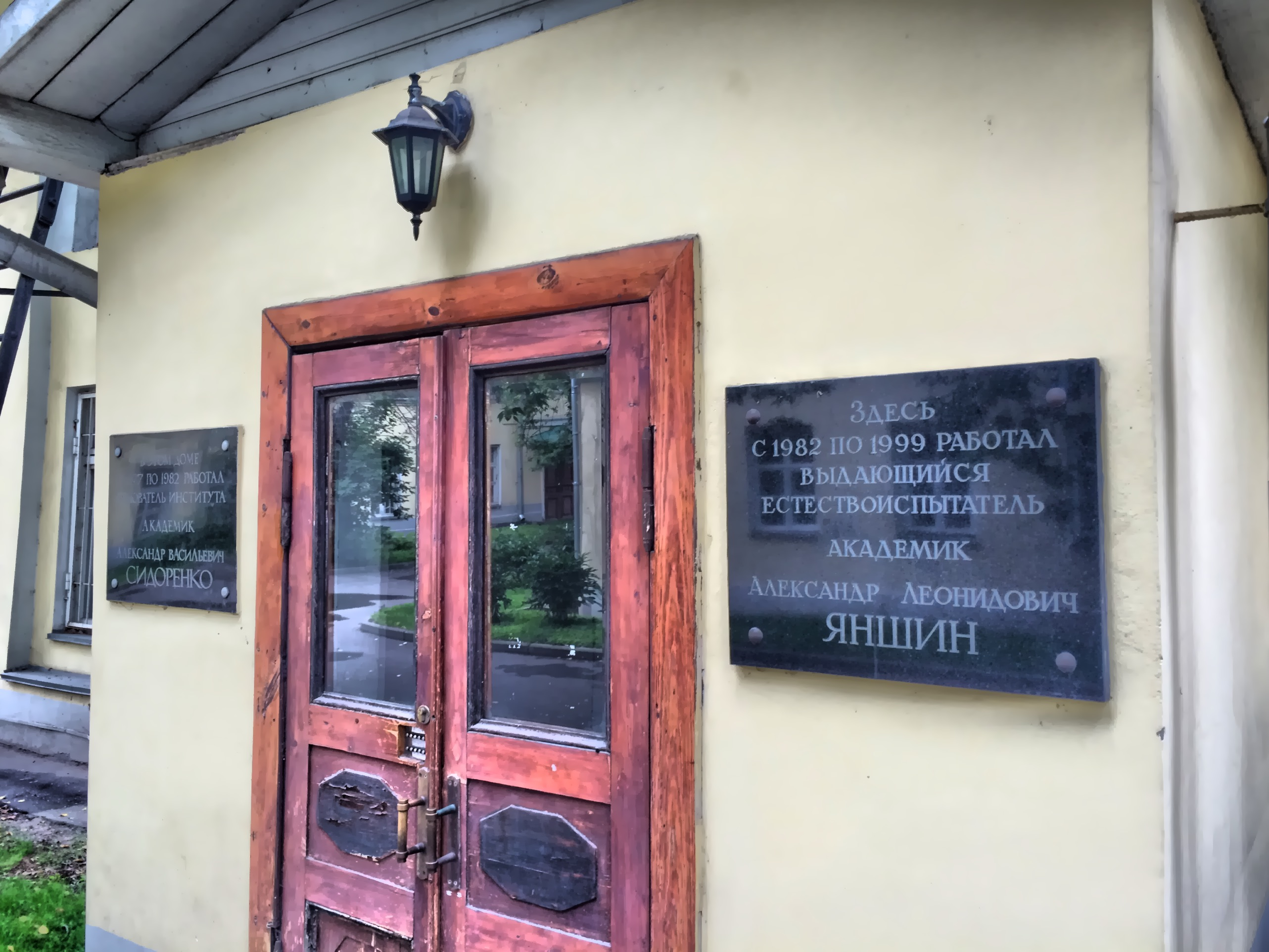
Мемориальные таблички ученым у входа в корпус

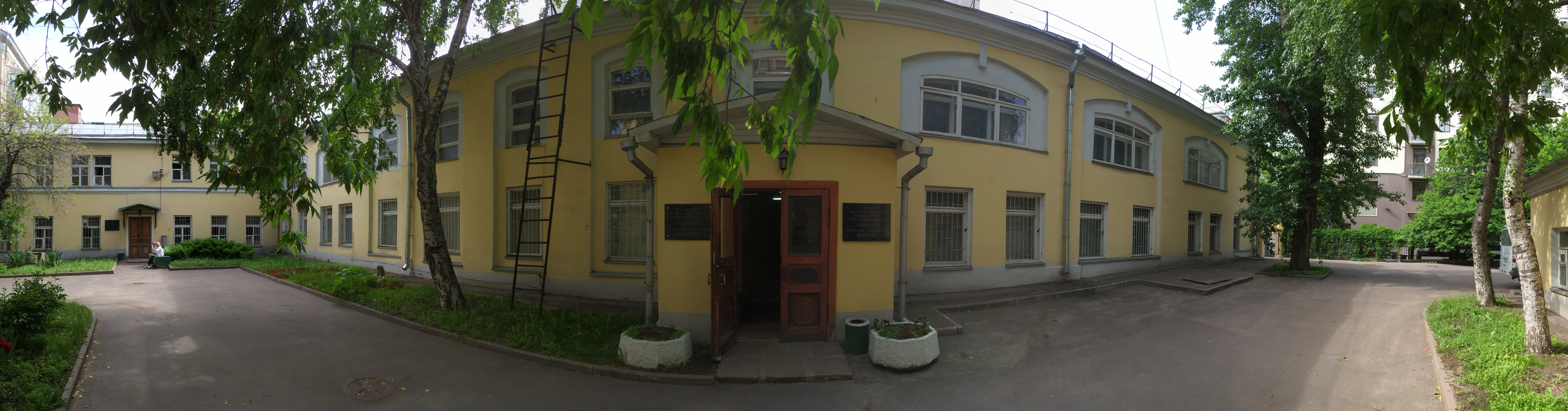
Внутренний служебный корпус

Дом «купеческих жён Афимьи и Ирины Чижёвых» появился в Старомонетном переулке в начале XIX века. В основе усадебного комплекса более ранние строения, датировка которых не установлена. Очевидно они были разрушены во время пожара 1812 г., когда в округе не пострадали лишь Храм Григория Неокессарийского и усадьба Нащёкиных,  которая находится на северо-западе от дома 22. В одном из источников указано, что в строении 3, которое по всем архивным документам числилось хозяйственным, была церковь (или домашняя молельня). При этом в строении 1 в юго-западной части имеются помещения с куполообразным потолками, со сводами и низкими дверными проёмами. Позднее к главному дому была сделана пристройка, а левый флигель надстроен вторым этажом и удлинили. Свой законченный вид усадьба приобрела к концу 1830-х годов.

## Архитектурный облик
Современное здание представляет редкий приме подлинного московского ампира. Главный дом почти полностью сохранил свой внешний облик кроме того, что в 1920-е годы были растёсаны окна нижнего этажа. Он стоит торцом к переулку, центральная часть выделена портиком. Фасады особняка украшены лепными барельефами. Между левым флигелем и главным домом — классическая ограда с коваными железными воротами и белокаменными пилонами. Сохранились металлические зонтики над подъездами, восстановлена реставраторами деревянная калитка с резьбой, характерной для XIX века. Интерьеры особняка утрачены. В глубине двора усадьбы расположен служебный корпус (XIX век).

## В наши дни
C 1979 года в усадьбе размещался Институт литосферы АН СССР / РАН. На фасаде служебного корпуса усадьбы установлены мемориальные доски основателю института академику А. В. Сидоренко, а также директорам Н. А. Богданову и А. Л. Яншину. В 2004 году Институт литосферы вошёл в состав ГИН РАН. С мая 2019 года ГИН РАН покинул это здание из-за повышения арендной платы. Ныне здание пустует.
                   Дом 22 на Старомонетном переулке, как указано в википедии, построен на месте не датированных построек. Возможно разрушенных во время пожара 1812 г. Во время пожара точно не пострадали в этом месте Храм Григория Неокессарийского и усадьба Нащёкиных,  которая находится на северо-западе  от дома 22. В одном из источников указано, что в строении 3, которое по всем архивным документам числилось хозяйственным, была церковь. Но в то же время имеются опровержения этого утверждения о церкви. При этом в строении 1 дома 22 в юго-западной части имеются помещения с куполообразным потолками, со сводами и низкими дверными проёмами. Подобных элементов архитектуры больше нет ни в одном из помещений усадьбы. Возможно эти помещения и есть «недатированные постройки», которые были использованы при строительстве главного дома.  И  возможно, поэтому фасад  здания расположен не параллельно Старомонетному переулку, по классической схеме, а перпендикулярно - лицевой частью во двор (курдонер). Вполне вероятно остатки  «недатированных построек», могут быть одной из версий Храма Григория Неокессарийского, который много раз горел, переносился с места на место и т.д.  Тем более дорога, по которой возвращался из татарского плена Василий Тёмный (в честь чего и был заложен Храм Григория Неокессарийского  в 1445 г.), проходила именно по нынешнему Старомонетному переулку. Кстати в северной части дома имеется постройка, возможно бывшая звонница, выходящая за основной периметр здания, никак необъяснимая с архитектурной или практической точки зрения.
              Конечно ислам на территории России был принят даже раньше, чем христианство: мечети в Дербенте -VIII век, Волжская Булгария  - 922 год, но «Золотая Орда», в вассальной зависимости от которой была Московия, приняла ислам, как государственную религию, только в 1312 г. То есть Храм Григория Неокессарийского был заложен через 130 лет, и за 35 лет до (1480 г.) официального освобождения Московии от Ордынской вассальной зависимости, хотя дань крымским татарам платилась до 1700 года. При этом официально первый исламский храм был построен в Москве  только в 1823 году (при условии — здание мечети ничем не будет отличаться от обычных московских домов), то есть через 500 лет после 1312 г. Конечно же, мечети легальные (1312 г. - 1480 г.) и в отдельные периоды (указ от 18 июля 1593 года. Царя Фёдора Иоанновича, и указ Царя Алексея Михайловича Романова в 1649 году (год смуты!) жителей Татарской слободы вывели за пределы города, а все иноверческие храмы были ликвидированы) нелегальные существовали в Москве.  В частности, в середине XIX века академик Броссе делал раскопки в Кунцеве и обнаружил остатки культового сооружения, датируемого XVI–XVII веком. Рядом находился погост, и на надгробных плитах оказалась арабская вязь – цитации из Корана. Плюс к тому здание было чётко сориентировано на юг. У Броссе родилась тогда гипотеза, впоследствии им доказанная, что это был мусульманский храм, возможно, спустя какое-то время переоборудованный в православный храм или что-то другое. Также необходимо учитывать и местоположение дома 22 по Старомонетному переулку. И это не только непосредственная близость «толмачевских» переулков и «ордынок», но и нахождение дома 22 на пути из Татарской слободы, на старое татарское кладбище (пространство между Москвой-рекой, Крымским валом и Ленинским проспектом, где, кстати был похоронен Степан Разин). Также необходимо учитывать, что основная часть ордынцев - выходцы из кочевых племён, не способных и не умеющих возводить каменные культовые сооружения. Поэтому вполне допустимо, что в заключительный период вассальной зависимости 1430 - 1480 г., а, возможно и позже, православный храм (не обязательно одна из версий Храма Григория Неокессарийского) «превратился» вдруг в мечеть. Точно также, как Собор Святой Софии, «превращённый» Эрдоганом в мечеть. Православная Церковь, Великие Московские князья, затем Государи, в связи с «вассальной зависимостью», а потом уже по дипломатическим соображениям и, в связи с Российской веротерпимостью, не принимали никаких мер по возвращению Храма. Тем более Православной Церкви, конечно же, не хотелось признавать унизительный факт «захвата», и, поэтому церковные, архивные материалы, (кстати, самые достоверные в России) по этому «превращению» православного Храма в мечеть, не предаются широкой огласке и умалчиваются.
             И только после пожара 1812 года, между никак не пострадавшими от пожара Храмом Григория Неокессарийского и усадьбой Нащёкиных (вероятно никто даже не пытался тушить «басурманский храм»), «вдруг появилась»  «неустановленная, недатированная постройка» (чуть более 100 м до Храма Григория Неокессарийского  и Никольского Храма), которая была использована при строительстве дома 22 по Старомонетному (тогда, ещё Денежному) переулку.  